# Праведники народов мира в Армении
Праведники мира в Армении — армяне, спасавшие евреев в период Холокоста, которым присвоено почётное звание «Праведник народов мира» израильским Институтом Катастрофы и героизма «Яд ва-Шем».
Такие звания присвоены 24 армянам. Армяне спасали евреев в разных странах, в основном в Австрии, Венгрии, Франции и на Украине.

## Список
| Имя                                                             | Номер  | Год присвоения звания | Информация о подвиге                                                              |
| --------------------------------------------------------------- | ------ | --------------------- | --------------------------------------------------------------------------------- |
| Ерецян, Ара                                                     | 2002   | 1981                  | Спас около 400 евреев в Будапеште                                                 |
| Беркчян, Ервант и его жена Элбис                                | 2381   | 1982                  | Прятали семью Гольдхаммеров в оккупированном Париже                               |
| Ташджиян, Арам и его жена Фелиция                               | 4962   | 1992                  | Прятали Валентина Скидельского в Вене См. также Праведники народов мира в Австрии |
| Хугассян Альберт и его жена Макруи, дочь Берте                  | 5935   | 1993                  | Прятали семью Танкман в оккупированном Лионе                                      |
| Мкртчян, Вартан, мать Аракел                                    | 8698   | 1999                  | Прятали Йозефа Тарашинского в оккупированном Харькове                             |
| Шахбазян, Кнарик                                                | 8698.1 | 1999                  | Помогала прятать Йозефа Тарашинского в оккупированном Харькове                    |
| Тащиян Григорий и его жена Пран, дочь Мхикян Асмик и сын Тигран | 9834   | 2002                  | Укрывали детей Анатолия и Риту Гольдберг в оккупированном Симферополе             |
| Кишешьян, Арут, его жена Загоруйко Наталья, дочь Алмаза         | 10120  | 2003                  | Спасли Рейзу Красову и её двоих сыновей в оккупированном Харькове                 |
| Дильсизян, Жорж и его сын Андрэ-Густав                          | 10333  | 2004                  | Прятали евреев в оккупированной Франции                                           |
| Агопьян, Ашкен                                                  | 11721  | 2010                  | Прятала Ольгу Рабинович с детьми в оккупированной Одессе                          |
| Хачатрян, Арутюн                                                | 12567  | 2013                  | Помогал Иосифу Когану в Великих Луках в период немецкой оккупации                 |
| Багдасарян, Перуза и её сын Саркис                              | 12665  | 2013                  | Прятали семью Красиных в оккупированной Одессе                                    |